# Beraea pallida
Beraea pallida is een schietmot uit de familie Beraeidae. De soort komt voor in het Palearctisch gebied.